# Amelia Wittelsbach
Amelia Maria Wittelsbach (ur. 24 grudnia 1865 w Monachium – zm. 26 maja 1912) – księżniczka bawarska, księżniczka Urach.

## Życiorys
Córka księcia Karola Teodora Wittelsbacha i Zofii Wettyn. Jej dziadkami byli książę bawarski Maksymilian, księżniczka bawarska Ludwika Wittelsbach oraz król Saksonii Jan Wettyn i Amelia Wittelsbach.
4 lipca 1892 roku wyszła za księcia Urach Wilhelma. Mieli dziewięcioro dzieci:
- Maria (1893–1908)
- Elżbieta (1894-1962)
- Karolina (1896-1980)
- Wilhelm (1897-1957)
- Karol (1899-1981) – tytularny król Litwy, książę Urach
- Małgorzata (1901-1975)
- Albert (1903-1969)
- Eberhard (1907-1969)
- Matylda (1912-2001)